# Halesiaceae
Halesiaceae é um nome botânico de uma família de plantas dicotiledóneas. A família com este nome raramente é reconhecida pelos sistemas de taxonomia vegetal.
Uma excepção é o sistema APG (1998), onde a família é reconhecida e colocada na ordem Ericales. No entanto, no sistema APG II (2003) é colocada de volta na família Styracaceae.
O sistema Angiosperm Phylogeny Website indica esta família como sinónima da família Styracaceae.